# Émirat de Cyrénaïque
1919–1922
1949–1951
Entités précédentes :
- Libye italienne (1919)
Cyrénaïque
- Administration britannique de la Libye (1949)

Entités suivantes :
- Libye italienne (1922)
Cyrénaïque
- Royaume-Uni de Libye (1951)

L'émirat de Cyrénaïque était un État proclamé en 1919 sur le territoire de la Cyrénaïque, région de l'actuelle Libye, sous la souveraineté de l'émir Idris, chef de la confrérie des Sanussi. Né d'un compromis avec les colonisateurs italiens, l'Émirat cesse d'exister quelques années plus tard, et la Cyrénaïque est pleinement intégrée à la Libye italienne. En 1949, après la Seconde Guerre mondiale, l'émirat de Cyrénaïque est à nouveau proclamé par Idris avec le soutien du Royaume-Uni, et existe jusqu'à la fin 1951, durant la période de transition qui mène à l'unification du royaume de Libye en tant qu'État souverain.

## Historique
Après la guerre italo-turque, le royaume d'Italie annexe l'ancien territoire ottoman de la régence de Tripoli. Les Italiens ont cependant le plus grand mal à stabiliser leur nouvelle colonie et doivent, en Cyrénaïque, faire face aux avant-postes ottomans qui n'ont pas renoncé à reprendre le pays, et à l'influence de la confrérie des Sanussi, puissante depuis le XIXe siècle. Au terme de la Première Guerre mondiale, les Italiens doivent composer avec les forces politiques locales : en Tripolitaine, la république de Tripolitaine est reconnue le 1er juin 1919. En Cyrénaïque, c'est avec Idris al-Sanussi que les Italiens doivent traiter : le 31 octobre 1919, le parlement italien vote une loi fondamentale reconnaissant l'autonomie de la Cyrénaïque, dont Rome continue néanmoins de contrôler l'armée, la diplomatie et la justice. Le 25 octobre 1920, un accord est conclu à Regma avec Idris, auquel les Italiens reconnaissent le titre d'émir de la Cyrénaïque.
Les accords passés par avec la Tripolitaine et la Cyrénaïque ne sont cependant pas respectés par l'Italie, tandis que les Libyens font preuve, de leur côté, de mauvaise volonté quant à leur application. Dès 1921, l'Italie manœuvre ouvertement pour reprendre le contrôle de ses colonies libyennes. Le 30 novembre 1922, l'émir Idris part en exil et, en avril 1923, l'Italie dénonce l'accord de Regma, supprimant toute autonomie à la Cyrénaïque, désormais pleinement intégrée à la Libye italienne,. Exilé en Égypte, Idris dirige depuis l'étranger des opérations clandestines contre les Italiens.
Avec le déclenchement de la Seconde Guerre mondiale, l'émir exilé se range aux côtés du Royaume-Uni : à l'été 1940, il conclut un accord qui aboutit à la mise sur pied d'une force arabe libyenne qui combat aux côtés des Alliés durant la guerre du désert. Le 8 janvier 1942, le ministre britannique des affaires étrangères, Anthony Eden, déclare lors d'une allocution parlementaire que le Royaume-Uni ne permettra pas le retour de l'Italie en Cyrénaïque. Le 23 janvier de la même année, Idris réclame l'indépendance de la Libye entière et la mise sur pied d'un comité anglo-libyen pour préparer la formation d'un gouvernement.

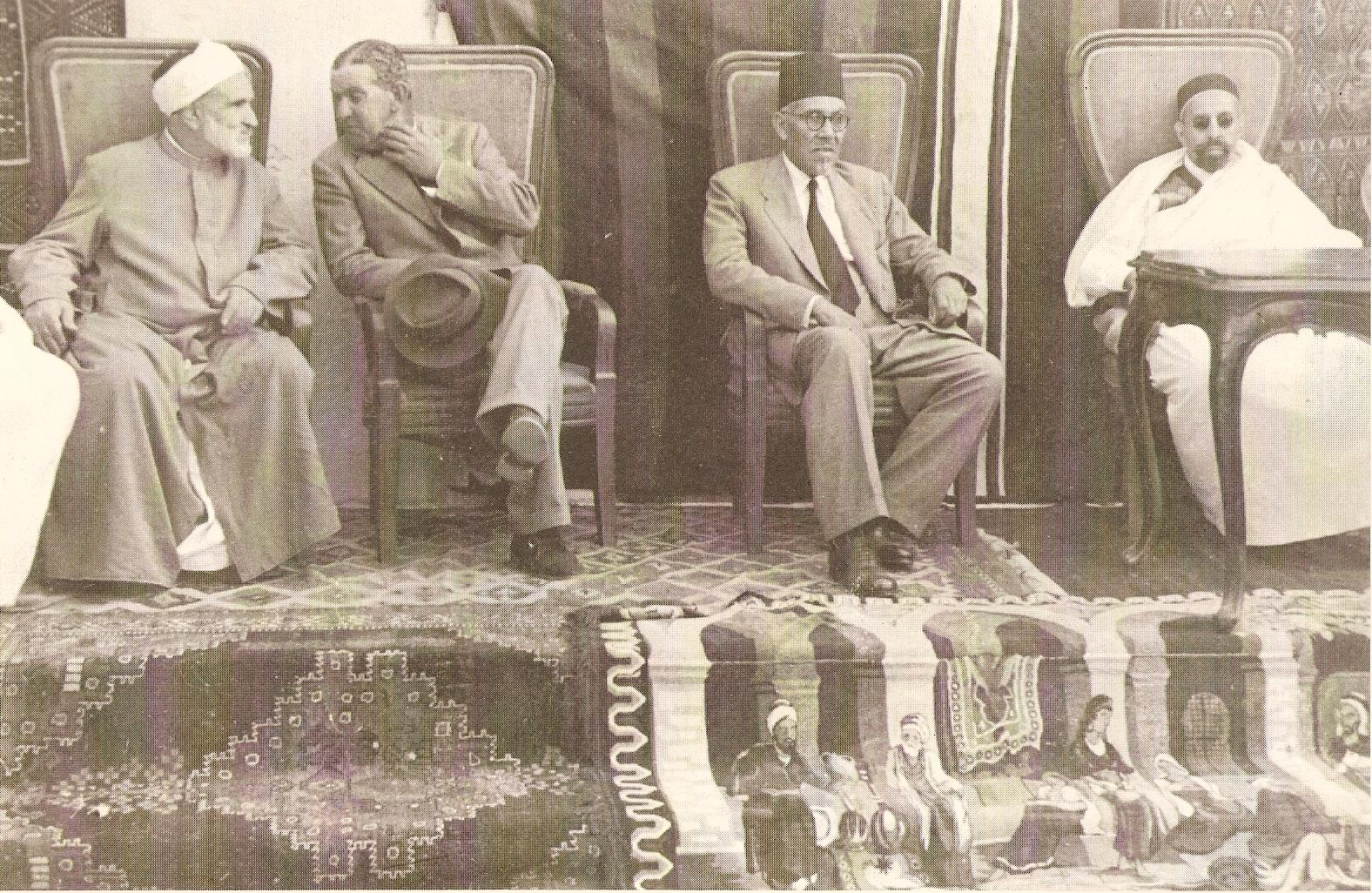
L'émir Idris (à droite) en compagnie de dirigeants politiques libyens et du gouverneur britannique de Homs, en juillet 1949.

Après la défaite de Mussolini, la Libye italienne est administrée par les Alliés : une Administration militaire britannique gère la Tripolitaine et la Cyrénaïque, tandis que le Fezzan est administré par la France. Le mouvement de soutien aux Sanussi s'exprime désormais librement en Cyrénaïque et, en 1945, Idris revient à Benghazi où il reçoit un accueil triomphal. En novembre 1947, il revient définitivement se fixer en Libye avec le soutien des Britanniques. Un mois plus tard, Idris ordonne aux deux partis politiques existant en Cyrénaïque, le Front national et le Comité Omar al-Muktar, de fusionner au sein d'un parti unique, le Congrès national, officiellement fondé le 10 janvier 1948 et en partie dominé par les Sanussi. Dans les faits, le Congrès national ne parvient pas à fonctionner de manière unifiée et ses deux tendances se trouvent en compétition lors des élections de 1950,.
Le 1er mars 1949, anticipant sur l'attitude de la Tripolitaine et sur celle des Alliés, Idris proclame l'indépendance de l'émirat de Cyrénaïque. Il reçoit le soutien des Britanniques, alors que la question du statut de la Libye demeure l'une des inconnues de l'après-guerre. Parmi les options possibles, celle d'un État monarchique unifié confié à Idris reçoit la faveur du Royaume-Uni, qui souhaite garder son influence sur le pays et voit dans une monarchie sanussi un pendant à la Jordanie hachémite. Les Britanniques jouent la politique du fait accompli en reconnaissant l'émirat d'Idris et en signant avec ce dernier un modus vivendi qui lui donne mandat pour former un gouvernement et rédiger une constitution. La loi organique proclamée à Benghazi est largement influencée par le gouvernement britannique.
Le futur statut de la Libye demeure, durant plusieurs mois, dans l'incertitude, mais l'Assemblée générale des Nations unies finit par trancher en votant, le 21 novembre 1949, une résolution stipulant que la Libye devra devenir un État indépendant et souverain avant le 1er janvier 1952,.
Le 5 décembre 1950, l'Assemblée nationale libyenne, réunie après une laborieuse constitution, offre la couronne de Libye à l'émir Idris. Le 8 mars 1951, le premier gouvernement libyen est fondé ; la constitution est adoptée le 7 octobre et, le 24 décembre 1951, l'indépendance du Royaume-Uni de Libye est proclamée, avec le roi Idris Ier à sa tête.